# Piz Posta Biala
Piz Posta Biala är en bergstopp i Schweiz.   Den ligger i regionen Surselva och kantonen Graubünden, i den östra delen av landet, 110 km öster om huvudstaden Bern. Toppen på Piz Posta Biala är 3 074 meter över havet, eller 252 meter över den omgivande terrängen. Bredden vid basen är 1,9 km.
Terrängen runt Piz Posta Biala är huvudsakligen bergig, men åt nordväst är den kuperad. Närmaste större samhälle är Silenen, 19,8 km väster om Piz Posta Biala. 
Trakten runt Piz Posta Biala består i huvudsak av gräsmarker. Runt Piz Posta Biala är det glesbefolkat, med 13 invånare per kvadratkilometer.